# Seregno Calcio
Seregno Calcio (wł. Unione Sportiva Dilettantistica 1913 Seregno Calcio) – włoski klub piłkarski, mający siedzibę w mieście Seregno, w północnej części kraju, grający w rozgrywkach Serie D.

## Historia
Chronologia nazw:
- 1913: Seregno Foot-Ball Club
- 1920: Labor Sportiva Seregno FBC – po fuzji z Labor Sportiva
- 1924: Seregno Foot-Ball Club
- 1925: Seregno Gruppo Calcio
- 1927: Seregno Foot-Ball Club
- 1935: Associazione Sportiva Seregno
- 1938: Associazione Calcio Seregno
- 1941: Associazione Sportiva Calcio Seregno
- 1945: Seregno Foot-Ball Club
- 1960: Seregno F.B.C. 1913
- 1978: Seregno Calcio Brianza 1913 S.p.A.
- 1981: Seregno F.B.C. 1913 S.r.l.
- 1995: klub rozwiązano
- 1995: Giovane Calcio Seregno
- 1995: F.B.C. Seregno
- 1999: 1913 Seregno – po reorganizacji UC Lecchese Pescarenico
- 2006: Unione Sportiva Dilettantistica 1913 Seregno Calcio S.r.l.

Klub sportowy Seregno FBC został założony w miejscowości Seregno w marcu 1913 roku. W sezonie 1914/15 zespół debiutował w rozgrywkach Terza Categoria lombarda (D3). Ale z powodu I wojny światowej klub zawiesił swoją działalność. W 1920 po fuzji z Labor Sportiva klub przyjął nazwę Labor Sportiva Seregno FBC i w sezonie 1920/21 startował w Promozione lombarda (D2). Przed rozpoczęciem sezonu 1922/23 ze względu na kompromis Colombo dotyczący restrukturyzacji mistrzostw, klub został zakwalifikowany do Terza  Divisione lombarda (D3). W 1924 klub zmienił nazwę na Seregno FBC, a w 1925 na Seregno Gruppo Calcio. W 1927 zdobył awans do Seconda Divisione, która po wprowadzeniu w 1926 roku Divisione Nazionale została zdegradowana do trzeciego poziomu. W sezonie 1927/28 z nazwą Seregno FBC zajął drugie miejsce w grupie B Seconda Divisione Nord i otrzymał promocję do Prima Divisione wskutek rozszerzenia ilości drużyn. W sezonie 1929/30 po podziale najwyższej dywizji na Serie A i Serie B poziom Prima Divisione został zdegradowany do trzeciego stopnia. W 1933 awansował do Serie B. W 1935 roku klub spadł do Serie C, po czym zmienił nazwę na AS Seregno. W 1938 klub przyjął nazwę AC Seregno.
Po kolejnym przymusowym zawieszeniu mistrzostw spowodowanych przez II wojnę światową, w 1945 roku klub z nazwą Seregno FBC został zakwalifikowany do Serie B-C Alta Italia. W 1946 zdobył awans do Serie B, ale po dwóch latach spadł z powrotem do Serie C. W 1950 wrócił do Serie B, jednak tylko na rok. W 1952 został zdegradowany do IV Serie (D4), w 1953 do Promozione lombarda. W 1956 został promowany do IV Serie, która w 1957 zmieniła nazwę na Campionato Interregionale – Seconda Categoria, a w 1959 na Serie D. W 1960 klub zmienił nazwę na Seregno FBC 1913. W 1964 zespół spadł do Prima Divisione lombarda (D5). W 1967 awansował do Serie D, a w 1969 do Serie C. W 1978 po kolejnej reorganizacji systemu lig klub został zakwalifikowany do Serie C2 (D4), przyjmując nazwę Seregno Calcio Brianza 1913 S.p.A. W 1981 zmienił nazwę na Seregno FBC 1913 S.r.l., a w 1982 roku został zdegradowany do Campionato Interregionale (D5), które w 1992 zmieniło nazwę na Campionato Nazionale Dilettanti. W sezonie 1994/95 zajął 16.miejsce w grupie B i został zdegradowany do Eccellenza lombarda. Ale potem klub został rozwiązany z powodu trudności finansowych i sprzedał swój tytuł sportowy na rzecz klubu Vis Nova Giussano.
W 1995 roku sektor młodzieżowy zbankrutowanego klubu odrodził się z nową nazwą Giovane Calcio Seregno, zaczynając od najniższego szczebla w Terza Categoria monzese (D10), a później przyjął nazwę FBC Seregno. W 1999 klub UC Lecchese Pescarenico zmienił nazwę na 1913 Seregno z siedzibą w Nibionno i boiskiem w Seregno, startując w rozgrywkach Eccellenza lombarda (D6). W 2000 został promowany do Serie D. W 2002 klub przeniósł swoją siedzibę do Veduggio, w 2003 do Giussano, aby w 2004 wrócić z kwaterą do Seregno. W 2006 klub zmienił nazwę na USD 1913 Seregno Calcio S.r.l. W 2007 spadł do Eccellenza lombarda, a w 2010 wrócił do Serie D. Przed rozpoczęciem sezonu 2014/15 wprowadzono reformę systemy lig, wskutek czego Serie D awansowała na czwarty poziom.

## Barwy klubowe, strój
|  |

Klub ma barwy niebieskie. Zawodnicy domowe spotkania zazwyczaj grają w niebieskich koszulkach, niebieskich spodenkach oraz niebieskich getrach.

## Sukcesy

### Trofea międzynarodowe
Nie uczestniczył w rozgrywkach europejskich (stan na 31-05-2020).

### Trofea krajowe
| \| \| Zdobyte trofea w rozgrywkach Włoch (stan na: 31-08-2020) \| |                                                          |      |                      |
| Rozgrywki                                                         | Osiągnięcie                                              | Razy | Sezon(y)             |
| · Mistrzostwo                                                     | I miejsce                                                | 0    |                      |
| · Mistrzostwo                                                     | II miejsce                                               | 0    |                      |
| · Mistrzostwo                                                     | III miejsce                                              | 0    |                      |
| · Puchar                                                          | zdobywca                                                 | 0    |                      |
| · Puchar                                                          | finalista                                                | 0    |                      |
| · Puchar                                                          | 1/32 finału                                              | 1    | 1938/39              |
| II liga                                                           | I miejsce                                                | 0    |                      |
| II liga                                                           | II miejsce                                               | 1    | 1920/21 (A lombarda) |
| II liga                                                           | III miejsce                                              | 1    | 1946/47 (A)          |
| Włochy                                                            | Zdobyte trofea w rozgrywkach Włoch (stan na: 31-08-2020) |      |                      |

- Terza Categoria/Serie C (D3):
  - mistrz (3x): 1922/23 (C lombarda), 1925/26 (C lombarda), 1949/50 (A)
  - wicemistrz (2x): 1923/24 (D lombarda), 1939/40 (C)
  - 3.miejsce (3x): 1914/15 (A lombarda), 1924/25 (B lombarda), 1936/37 (C)

## Piłkarze, trenerzy, prezydenci i właściciele klubu

### Prezydenci
...
- od 201?:  Davide Erba

## Struktura klubu

### Stadion
Klub piłkarski rozgrywa swoje mecze domowe na Stadio Ferruccio w mieście Seregno o pojemności 3,7 tys. widzów.

### Derby
- AC Monza
- FBC Saronno 1910